# I Don't Search I Find
I Don't Search I Find è un singolo della cantante statunitense Madonna, pubblicato il 22 maggio 2020 come quarto estratto dal quattordicesimo album in studio Madame X.

## Tracce
Testi e musiche di Madonna e Mirwais.
Download digitale – Honey Dijon Remix
1. I Don't Search I Find (Honey Dijon Remix) – 6:58
2. I Don't Search I Find (Honey Dijon Clubmix) – 6:07
3. I Don't Search I Find (Honey Dijon Radiomix) – 5:22

Download digitale – Remixes EP
1. I Don't Search I Find (Endor Remix) – 5:29
2. I Don't Search I Find (DJLW Remix) – 4:29
3. I Don't Search I Find (Kue Remix) – 6:25
4. I Don't Search I Find (Chris Cox Remix) – 6:53
5. I Don't Search I Find (Offer Nissim Remix) – 6:38

## Formazione
- Madonna – voce, produzione
- Mirwais Ahmadzaï – produzione

## Successo commerciale
Nella Dance Club Songs statunitense la canzone ha raggiunto la vetta nella pubblicazione del 22 febbraio 2020, diventando la cinquantesima canzone della cantante a conseguire tale risultato e rendendo Madonna l'artista con più numero uno nella storia della classifica.